# Antoni Henryk Radziwiłł

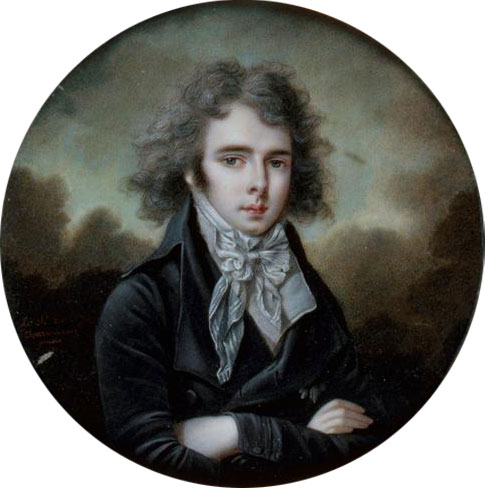
Le chevalier de Chateaubourg: Antoni Henryk Radziwiłł, 1797, Louvre.

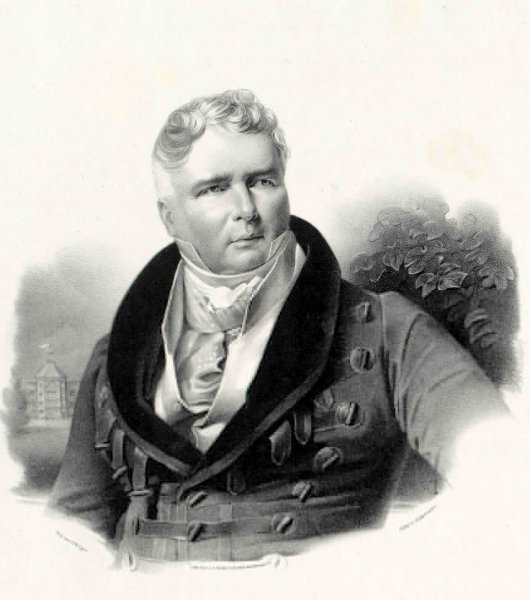
Friedrich Oldermann nach Franz Krüger: Antoni Henryk Radziwiłł, um 1830.

Antoni Henryk Radziwiłł oder deutsch Fürst Anton Heinrich Radziwill (* 13. Juni 1775 in Wilna; † 7. April 1833 in Berlin), seit 1814 Majoratsherr in Njaswisch und Olyka, war ein polnisch-litauischer und preußischer Politiker (Fürst und Statthalter), Großgrundbesitzer, Musiker und Komponist. Er gilt als Verfechter einer deutsch-polnischen Annäherung.

## Jugend und Heirat

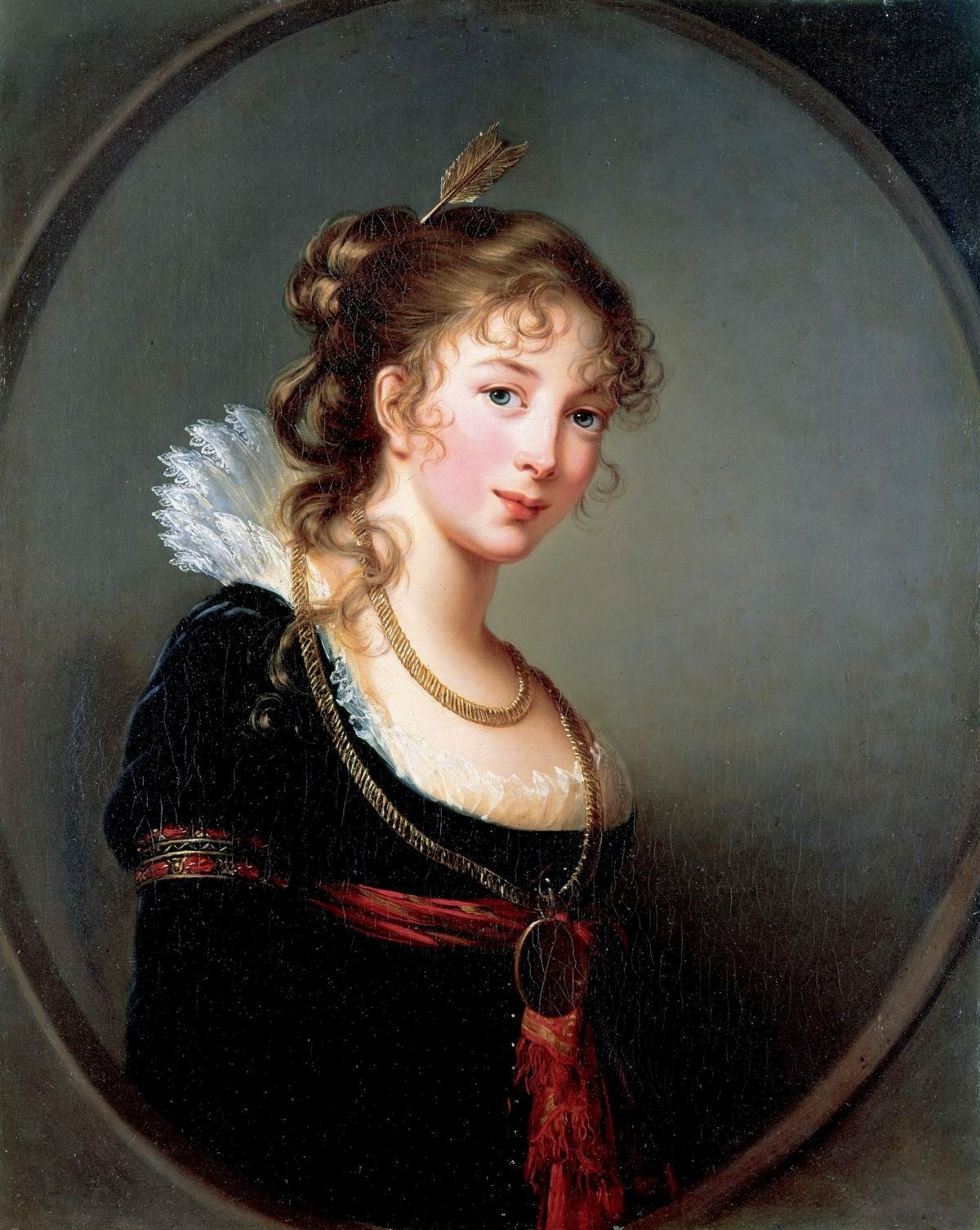
Élisabeth Vigée-Lebrun: Luise Radziwiłłowa geborene Prinzessin von Preußen, 1802, Metropolitan Museum.

Seine Eltern waren der letzte Woiwode von Wilno, der Fürst Michał Hieronim Radziwiłł (1744–1831), und dessen Gattin Helena geborene Gräfin Przeździecka (1753–1821). Die Radziwiłłs gehörten zu den reichsten und mächtigsten Magnaten Polen-Litauens sowie zu den neun Familien, die schon seit 1515 Reichsfürsten im Heiligen Römischen Reich waren und seit 1569 diesen Titel in der sonst titellosen Adelsrepublik führen durften.
Antoni Henryk studierte ab 1792 mit seinen Brüdern in Göttingen. 1794 erhielt er eine Einladung an den Hof Friedrich Wilhelms II. von Preußen. Als nach dem Untergang Polens Warschau vorübergehend preußisch war, besuchte die preußische Königsfamilie 1795 Radziwiłłs Eltern auf deren Schloss Nieborów bei Łowicz. Dabei verliebten sich Antoni Henryk und die fünf Jahre ältere Prinzessin Luise von Preußen, eine Nichte Friedrichs II. und Schwester des Prinzen Louis Ferdinand von Preußen. Nach zähen Verhandlungen durften die beiden am 17. März 1796 heiraten. Ihre Ehe dauerte 37 Jahre und galt als glücklich.

## Frühe politische Tätigkeit
Sein Leben lang pendelte Antoni Henry Radziwiłł zwischen Berlin, Posen, Warschau, Nieborów und Sankt Petersburg, immer bemüht, die Wiederaufrichtung Polens in Personalunion mit dem Königreich Preußen zu fördern, was jedoch in Polen auf wenig Gegenliebe stieß. Solange das sogenannte Südpreußen mit Warschau preußisch blieb, trug er sich mit Plänen, daraus ein neues Königreich Polen unter dem König von Preußen zu schaffen. In den Jahren 1802 bis 1805 stand er dem Prinzen Józef Antoni Poniatowski nahe, gewann aber keine Unterstützung für seine polnisch-preußischen Pläne.
1806 schien Friedrich Wilhelm III. entschlossen, Radziwiłłs Konzeption durchzuführen und gab ihm den Auftrag, eine Verfassung für Preußisch-Polen auszuarbeiten: Es sollte zu einem Königreich Polen ausgerufen werden, mit eigener Verwaltung und eigenem Heer, wobei Radziwiłł selbst als Vizekönig und Tadeusz Kościuszko als Oberkommandierender des Heeres fungieren sollten. Die preußische Niederlage in der Schlacht bei Jena und Auerstedt im selben Jahre machte alle diese Pläne zunichte.

## Großgrundbesitzer

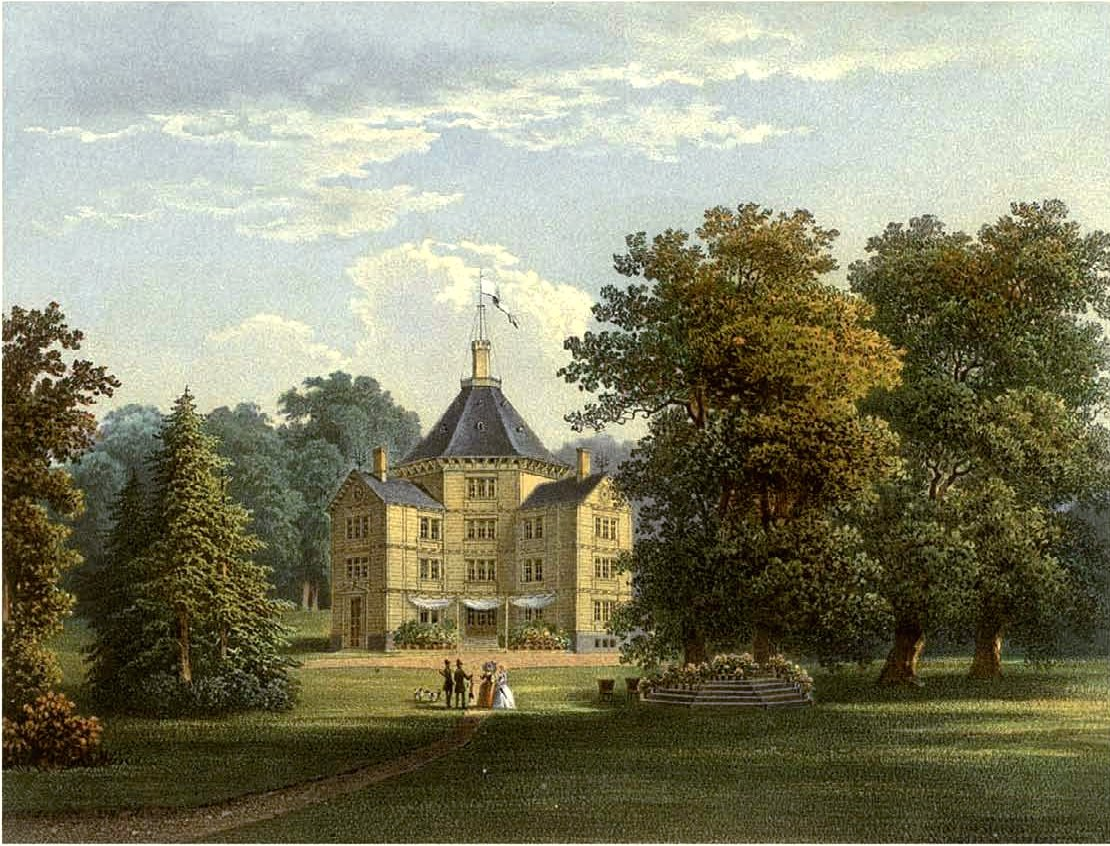
Jagdschloss Antonin (Polen), 2. Hälfte des 19. Jahrhunderts

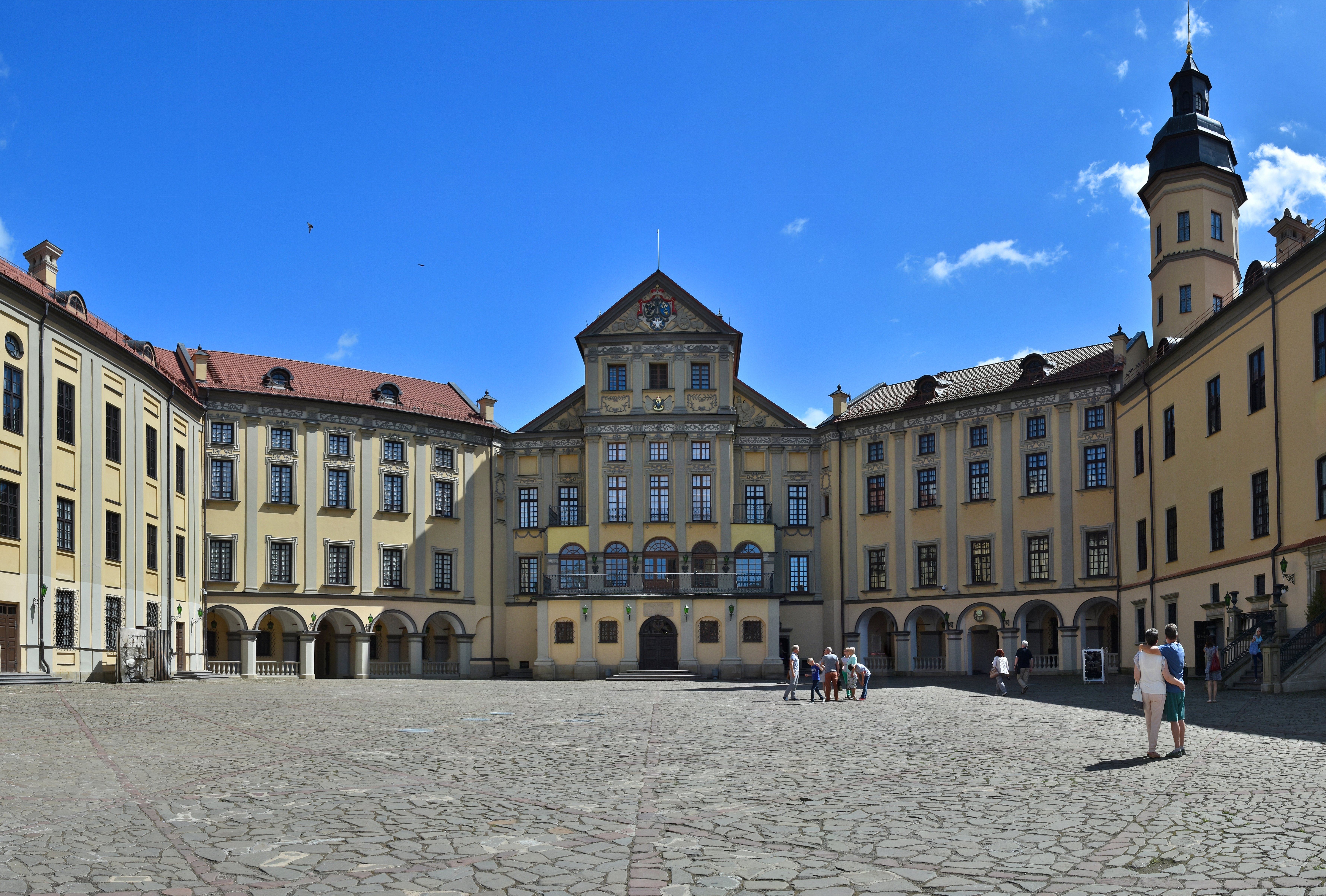
Schloss Njaswisch (Belarus)

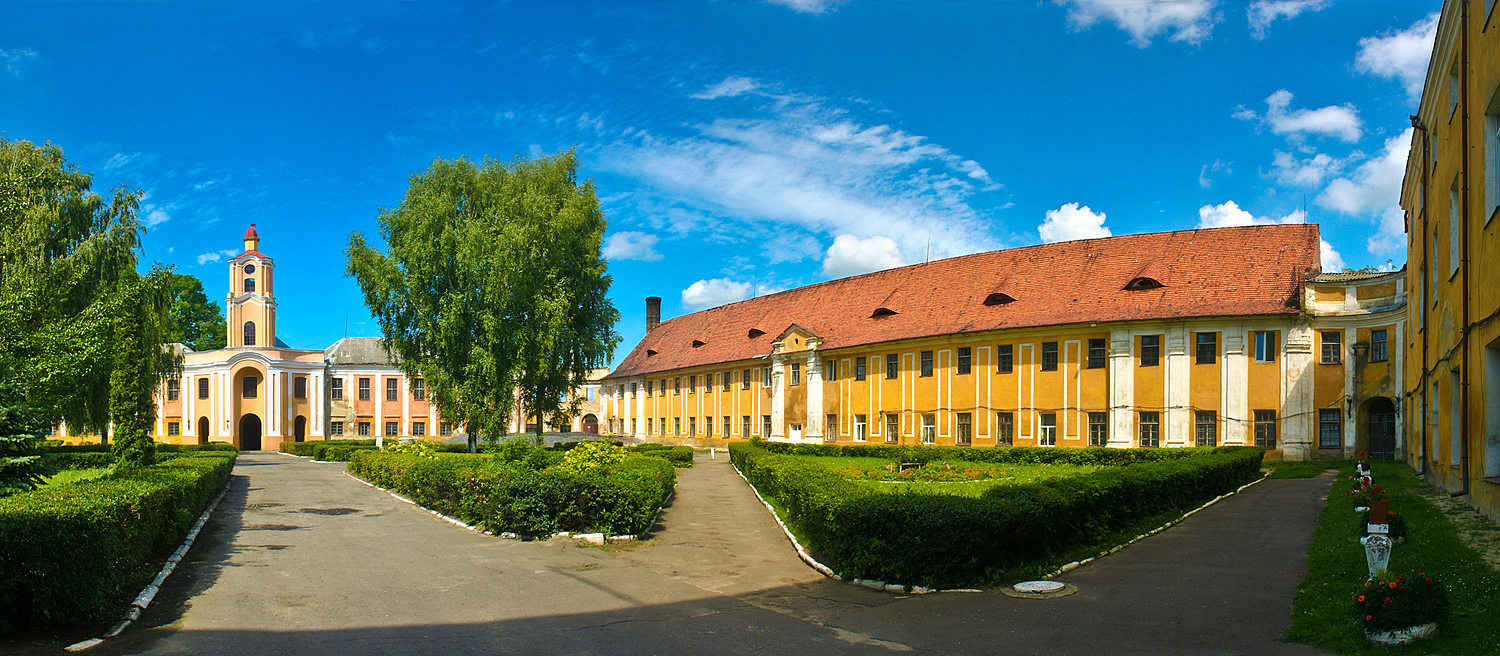
Schloss Olyka (Ukraine)

Ab 1815 änderte sich die Situation des Fürsten: Er residierte zwar in Berlin (in seinem Rokoko-Palais an der Wilhelmstraße 77, der späteren Reichskanzlei), besaß aber in Preußen nur wenige Güter: Das Majorat Przygodzice bei Ostrów Wielkopolski in der Provinz Posen mit dem von Karl Friedrich Schinkel 1822–1824 erbauten Jagdschloss Antonin, später auch das 1825 angekaufte Waldgut Ruhberg bei Kowary im Riesengebirge. Ein paar zerstreute Güter waren seit 1772 Teil des österreichischen Galiziens. Nieborów gehörte nun zu Kongresspolen.
Der Hauptbesitz des Hauses Radziwiłł aber, die Majorate Njaswisch, Olyka und Mir, lagen in Belarus und der Ukraine, also auf russisch kontrolliertem Gebiet. Sie hatten seinem Vetter Dominik Hieronim gehört, der als Offizier der Polnischen Legion auf Seiten Napoleons gekämpft und 1813 bei Hanau gefallen war. Darauf hatte Alexander I. sie konfisziert. Um sie für die Familie zu retten, betätigte sich Antoni Henryk auf dem Wiener Kongress als Berater des Kaisers. Vor allem aber war ihm die verwandtschaftliche Beziehung zum preußischen König hilfreich. So erhielt er das gebundene Vermögen Dominik Hieronims zurück, und dessen Erbtochter Stefania (1809–1832), nachdem sie 1828 den Russen Ludwig zu Sayn-Wittgenstein-Sayn geheiratet hatte, das nicht gebundene. Im Besitz des Familienfideikommisses seines Vetters war Radziwiłł nun Oberhaupt seines Hauses und einer der größten Grundbesitzer Russisch-Polens. Weil Ausländer dort kein Land besitzen durften, erwog er zeitweise, sich naturalisieren zulassen. Seine Verwandtschaft mit dem preußischen Königshaus half ihm jedoch, die Güter unbeanstandet behalten zu können, obwohl er nach Berlin zurückkehrte. Das prunkvolle Radziwiłł-Palais im Zentrum von Warschau aber verkaufte er 1818 dem Staat – es wurde Amtssitz des Gouverneurs und schließlich Residenz des polnischen Staatspräsidenten. Das heruntergekommene Schloss Njaswisch mit seinen 350 Räumen machte erst Radziwiłłs Enkel Antoni Fryderyk Wilhelm (1833–1904) wieder bewohnbar. Die Majorate Njaswisch und Olyka verblieben bis 1939 im Familienbesitz.

## Statthalter in Posen

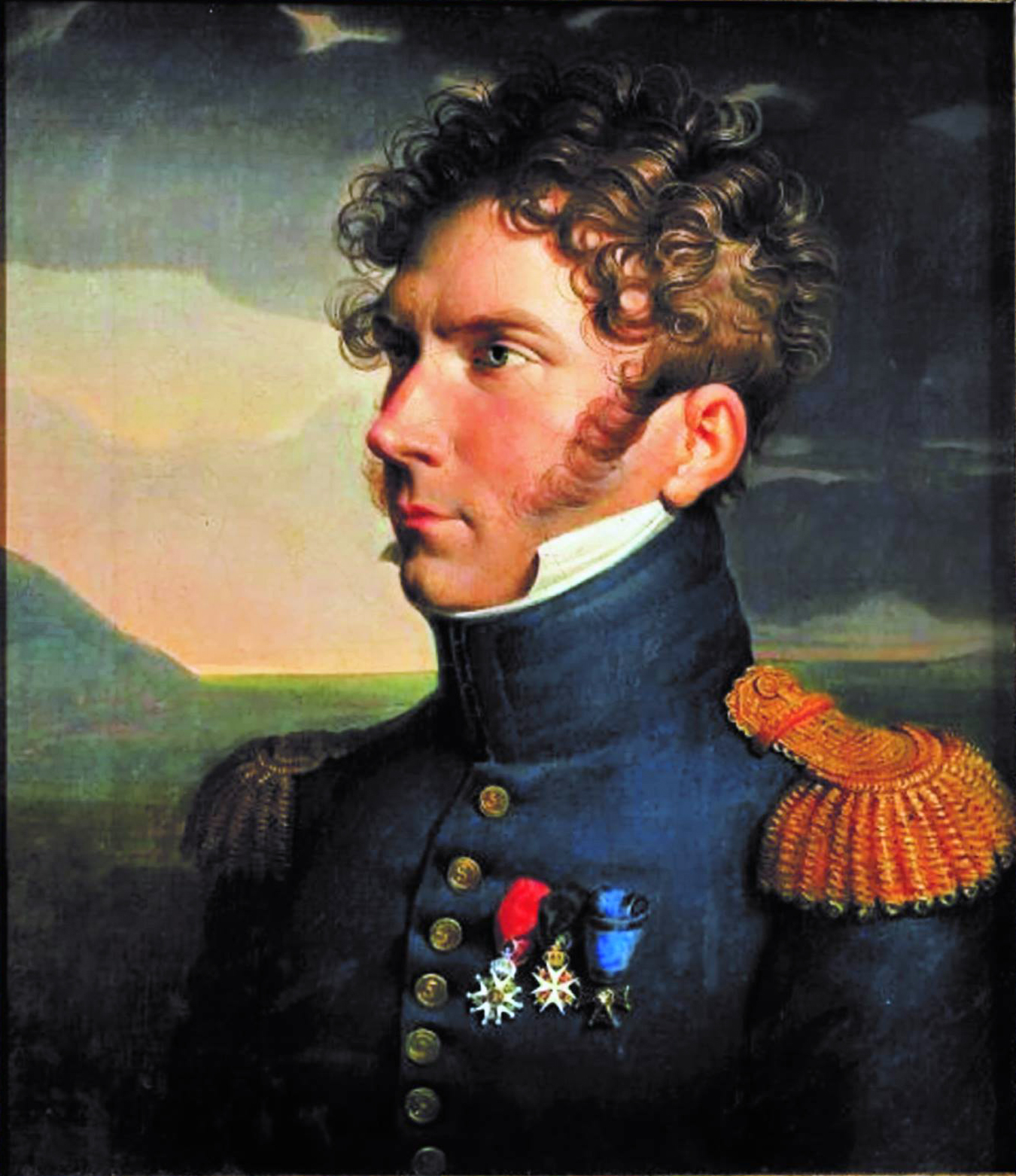
Radziwiłłs Bruder Michał Gedeon, 1810er Jahre, Nieborów.

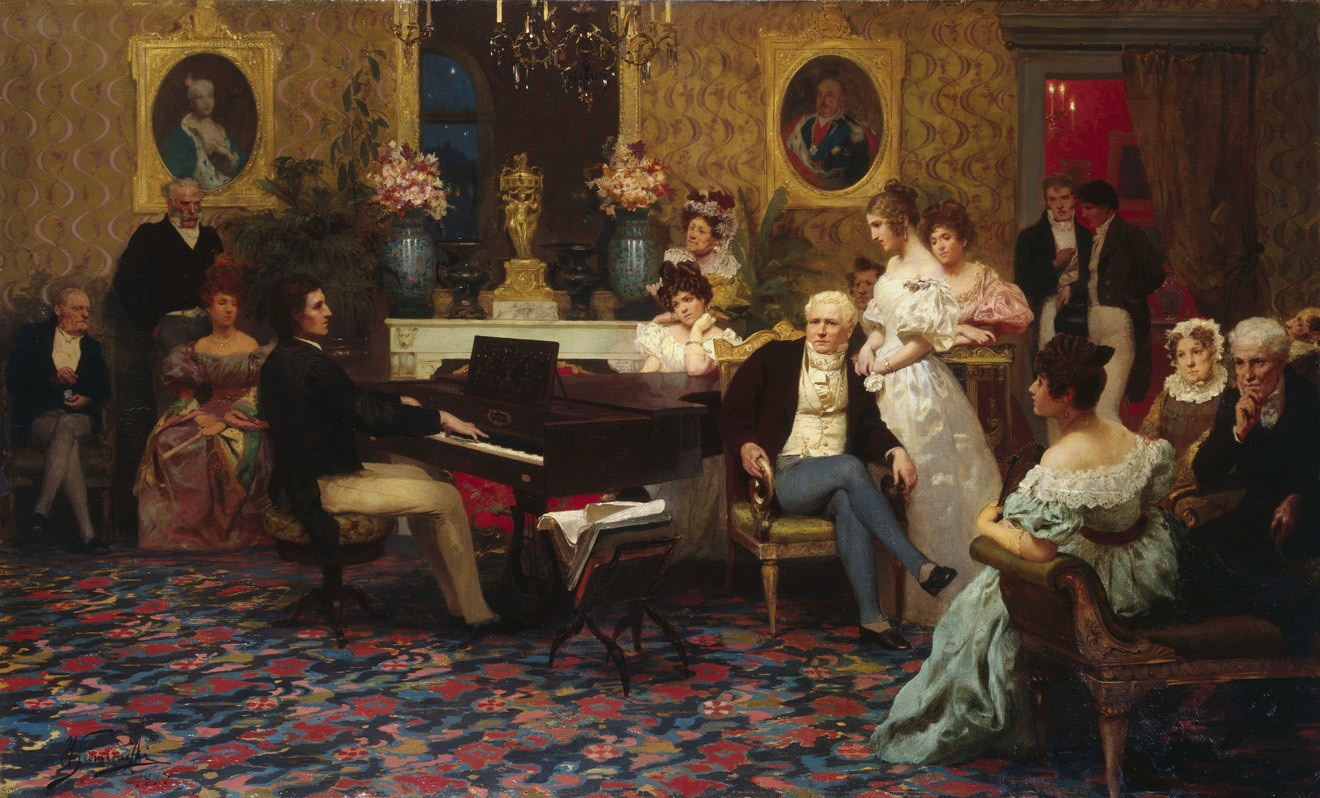
Henryk Siemiradzki: Der junge Chopin bei den Radziwiłłs, 1887.

Mit dem mehrheitlich von Polen bewohnten Großherzogtum Posen schuf der Wiener Kongress einen mehrheitlich von Polen bewohnten Satellitenstaat Preußens. Radziwiłł wurde 1815 zu dessen Statthalter ernannt, auch erhielt er den Rang eines Generalleutnants und später eines Staatsrats. Seinen Amtssitz hatte er im ehemaligen Posener Jesuitenkollegium. Im Namen des Königs nahm er die Huldigung von 700 Vertretern von Adel, Geistlichkeit, Beamten und Bauern entgegen. Als seine Aufgabe sah er an, die Polen mit Preußen zu versöhnen und an die Hohenzollern-Dynastie zu binden, wogegen die Polen vor allem Selbstverwaltung anstrebten.
Der Statthalter hatte nur repräsentative und beratende Funktion: Er präsidierte die Zusammenkünfte der Regierungen von Posen und Bromberg und konnte gegen Beschlüsse, welche die polnische Bevölkerungsmehrheit betrafen, sein Veto einlegen, wobei der endgültige Beschluss beim König lag. Seine Beziehungen zum ersten Oberpräsidenten der Provinz, Joseph von Zerboni di Sposetti, gestalteten sich gut, verfeindet war er dagegen mit General Friedrich Erhardt von Röder, dem die preußischen Truppen im Großherzogtum unterstanden. Für die Polen tat er viel: Er intervenierte stets bei der Ernennung höherer Beamten und Geistlichen, unterstützte die Petitionen des Posener Landtags und half aufstrebenden Talenten. Er wurde für seine Kultur, Höflichkeit und Menschenbehandlung geschätzt. Seine Frau war den Polen wohlgeneigt und in der Wohltätigkeit engagiert. Sie half oft durch ihre Kontakte zum Berliner Hof und zu Kanzler Hardenberg, mit dem sie jahrelang korrespondierte, antipolnische Maßnahmen der preußischen Beamtenschaft rückgängig zu machen. Alles in allem wird Radziwiłł in Polen aber als schwacher und unselbständiger Politiker gesehen.
Seine politische Karriere wurde durch erfolglose Verhandlungen in den Jahren 1822 bis 1824 über eine Heirat seiner Tochter Eliza mit dem Prinzen Wilhelm (Kaiser Wilhelm I.) beeinträchtigt, der Novemberaufstand von 1830 in Kongresspolen beendete sie. Den Ausschlag gab die Rolle seines jüngeren Bruders Michał Gedeon Radziwiłł (1778–1850) als Oberbefehlshaber der Aufständischen. 1831 hob Friedrich Wilhelm III. die Posener Statthalterschaft auf.

## Komponist
Radziwiłł war auch Musiker und Komponist. Wie Friedrich Wilhelm II. von Preußen spielte er Cello. Zu seinen Werken zählen Compositionen zu Goethes Faust, Complainte de Maria Stuart sowie Lieder, darunter Lieder mit Begleitung der Gitarre und des Violoncellos (erschienen in Leipzig bei Breitkopf & Härtel). Ludwig van Beethoven widmete ihm die Große Ouvertüre C-Dur, op. 115, Maria Szymanowska die Serenade für Klavier mit Cellobegleitung, Fryderyk Chopin das Trio für Klavier, Violine und Cello g-Moll, op. 8.
Er starb 1833 in Berlin und wurde im Posener Dom beigesetzt. Seine Gemahlin folgte ihm drei Jahre später. Nach seinem Tod wurden die Majorate unter den Söhnen aufgeteilt, so dass nun zwei Hauptlinien des Geschlechts existierten, die Herzöge von Njaswisch und Olyka. Erst als die Latifundien längst enteignet waren, gelangten die beiden Titel wieder in den Besitz einer einzigen Person, des Warschauer Arztes Ferdynand Radziwiłł (1935–1992).

## Nachkommen
Luise von Preußen gebar ihm sieben Kinder, von denen vier das Erwachsenenalter erreichten:
- Fryderyk Wilhelm (1797–1870), ⚭ 1825 Fürstin Helena Radziwiłłowa (1805–1827), ⚭ 1832 Gräfin Mathilde Clary (1806–1896), preußischer General der Infanterie, Numismatiker
- Ferdynand Fryderyk (ca. 1798–ca. 1827)
- Eliza (1803–1834), blieb ledig, nachdem ihre geplante Heirat mit dem späteren deutschen Kaiser Wilhelm I. (1797–1888) nicht zustande gekommen war
- Bogusław Fryderyk (1809–1873), ⚭ Fürstin Leontyna Ludwika Clary (1811–1890), preußischer Generalleutnant und Politiker